# Saurolophus
Il Saurolophus era un dinosauro hadrosauridae vissuto nel Cretacico superiore in Asia e Nordamerica.

## Un corno proiettato all'indietro

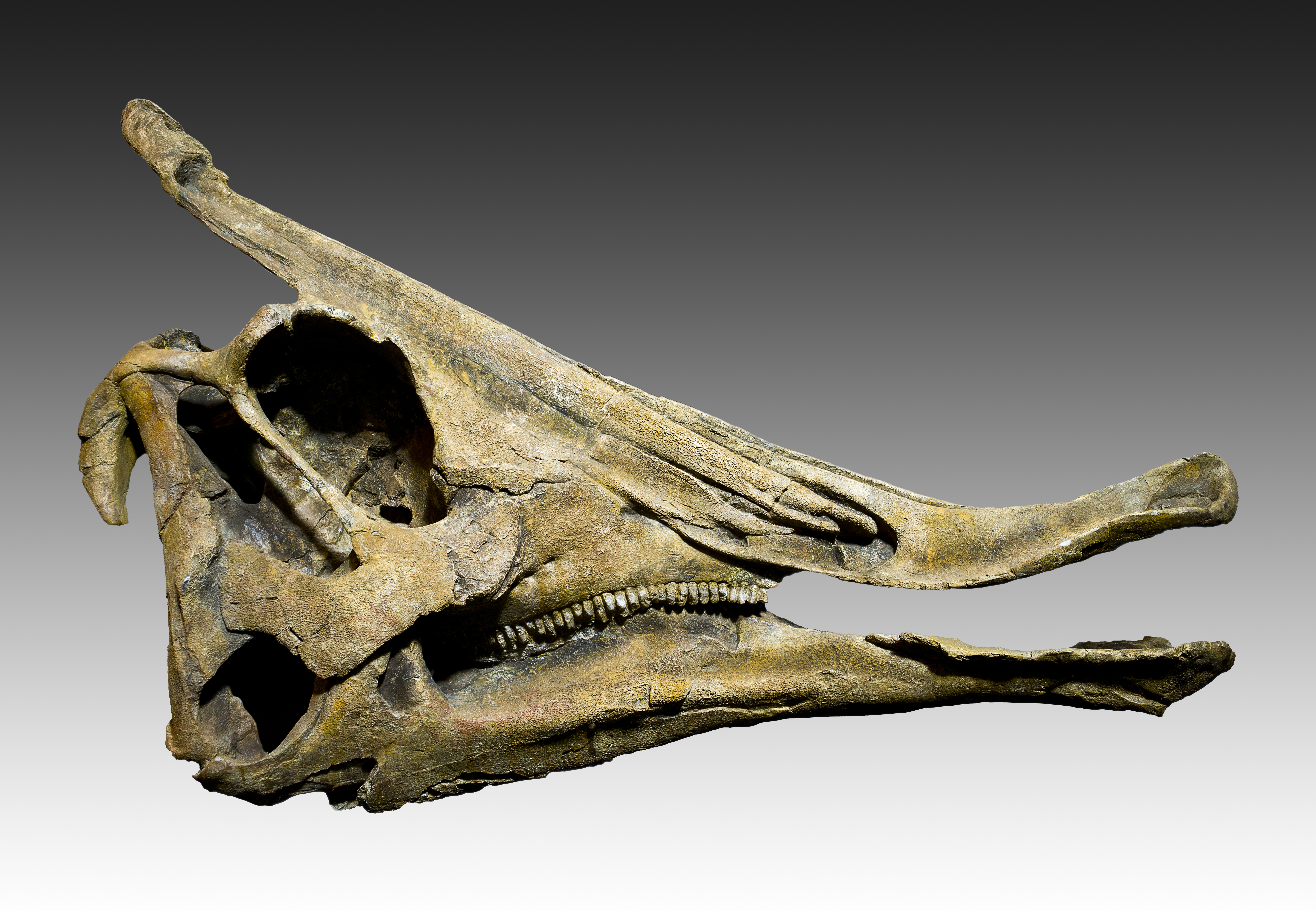
Cranio di Saurolophus

Questo dinosauro è un classico appartenente alla famiglia degli adrosauridi, i grandi dinosauri a becco d'anatra caratteristici della parte terminale del Cretaceo. Le caratteristiche sono simili a quelle degli altri adrosauridi, e difatti era dotato di possenti zampe posteriori allungate e di un corpo piuttosto massiccio percorso lungo tutta la lunghezza del dorso da una bassa "vela" formata dall'allungamento delle vertebre. La caratteristica principale del saurolofo, però, permetteva di distinguerlo da qualsiasi altro adrosauro: questo animale, infatti, era dotato di una sorta di corno proiettato all'indietro, nella parte posteriore del cranio.

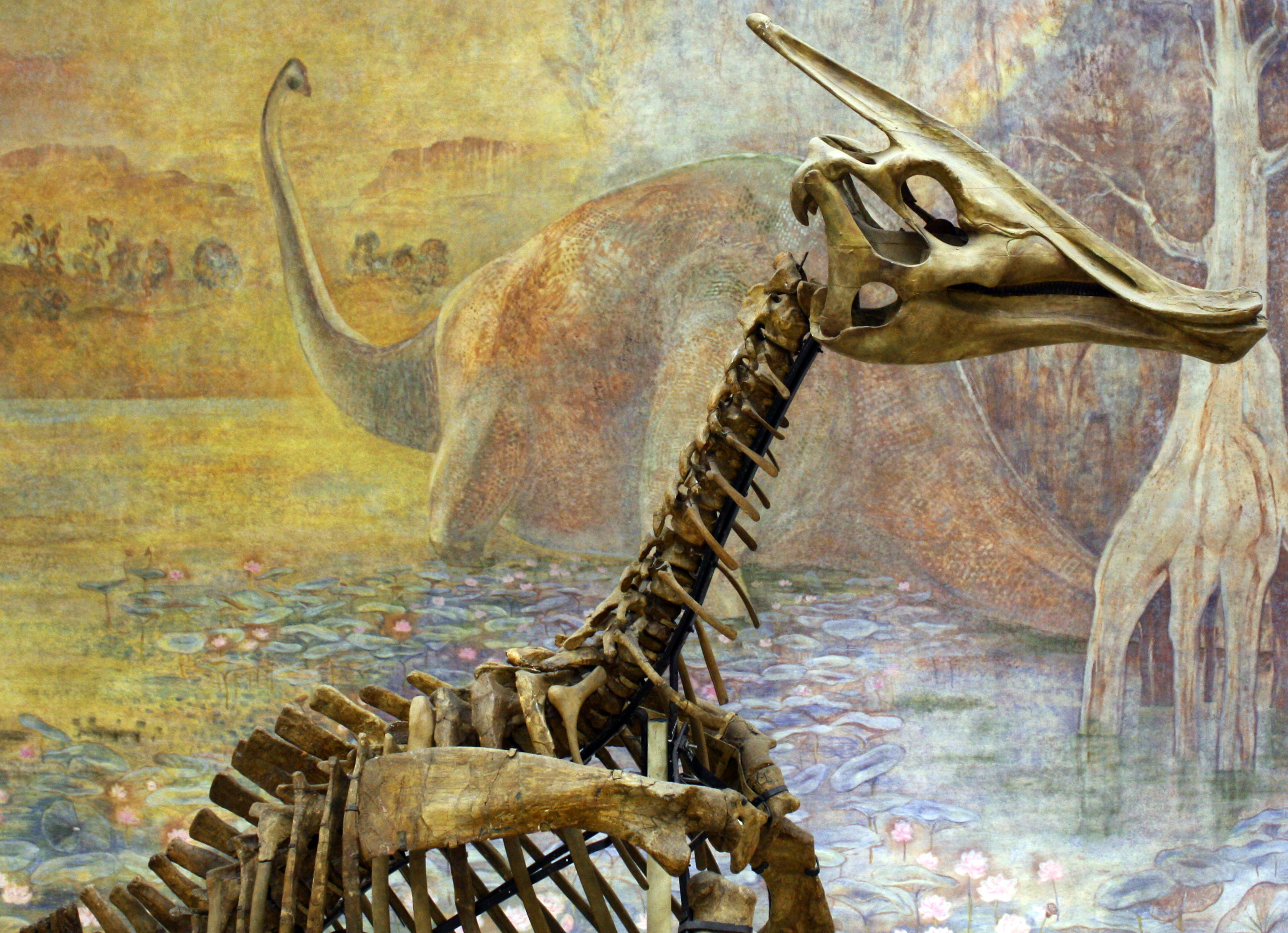
Collo e cranio di Saurolophus

Il corno era costituito da osso pieno, al contrario della struttura dell'apparentemente simile Parasaurolophus, ed era una diretta estensione delle ossa nasali. La struttura ha indotto alcuni paleontologi a ritenere che esistesse una massa di tessuto proprio al di sopra della regione delle narici, che poteva essere "gonfiata" per produrre suoni, forse simili a muggiti particolarmente potenti. La cresta poteva agire come supporto di questo "sacco", e ne ampliava la superficie e l'efficienza. In realtà non vi è alcuna prova di una tale struttura, ma dal momento che con ogni probabilità questi adrosauri vivevano in branchi, la capacità di emettere un particolare tipo di suoni molto potenti potrebbe essere stato un validissimo mezzo di comunicazione intraspecifica, anche su grandi distanze.

## Due specie in due continenti

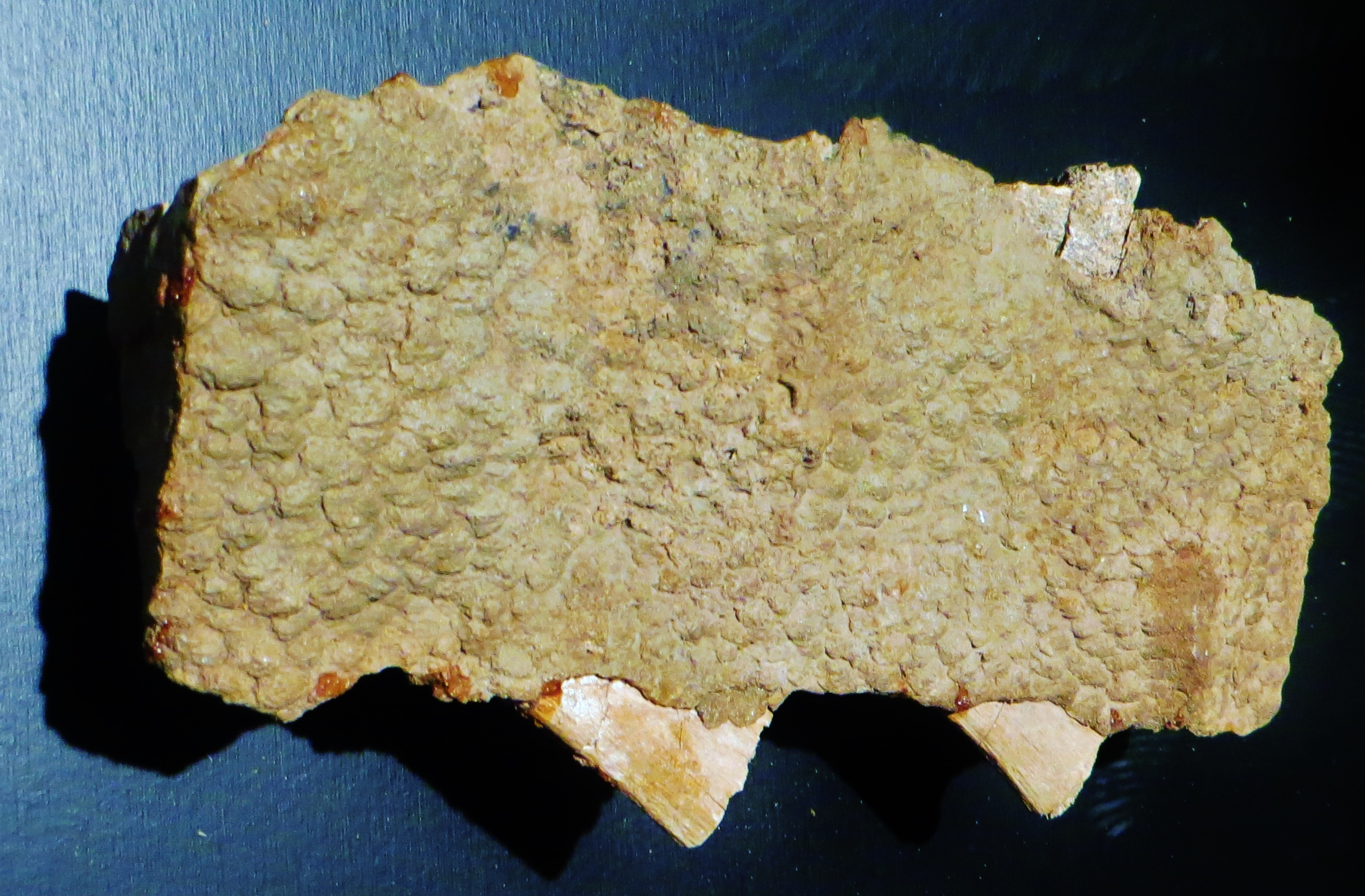
Impronta della pelle

Il saurolofo è stato descritto per la prima volta nel 1912 da Barnum Brown in Alberta (Canada) con la specie S. osborni. Molti anni dopo, nel 1952, Rozhdestvensky rinvenne una specie simile dall'altra parte del mondo, in Mongolia, è la chiamò S. angustirostris (per il fatto che il corno era più allungato rispetto alla specie nordamericana). Questa è un'ulteriore prova che nel Cretaceo superiore Asia e Nordamerica erano collegate e vi era un interscambio faunistico notevole. Alcuni paleontologi, attualmente, ritengono tuttavia che le due specie di saurolofo appartengano a due generi distinti, anche se strettamente imparentati. Altri ritengono che S. angustirostris sia addirittura conspecifico con S. osborni.

## Nella cultura di massa
Il Saurolophus è un Dinosauro sconosciuto nella cultura di massa, apparendo quasi mai in nessun film, serie TV o Documentario sui Dinosauri. Tuttavia, il Saurolophus più famoso al pubblico è Ducky, uno dei protagonisti della longeva saga d'animazione Alla ricerca della Valle Incantata, è un cucciolo di femmina di Saurolophus; tuttavia, qui lei e ogni altro suo simile viene chiamato "Boccagrande", di conseguenza è poco noto il fatto che Ducky si tratti di un Saurolophus, e in molti hanno identificato la specie all'interno della saga come Parasaurolophus per via della somiglianza con questa specie e della maggiore popolarità, assai superiore, che quest'ultima possiede.
Un altro esempio di questo dinosauro nella cultura di massa è stata la sua presenza nella seconda serie della famosa linea di giocattoli Dino Riders e nei media corrispondenti.